# Перфторизобутилен
Перфторизобутилен (2-(трифторметил)пентафторпропен) — перфторированный олефин.

## Получение
Образуется при пиролизе политетрафторэтилена при 750 °С.
Дехлорирование октафтор-1,2-дихлоризобутана цинком в диоксане или ацетоне.
Пиролиз октафторциклобутана при 710—730 °С (выход 53 %)
Пиролиз перфторалкенов, дифтордихлорметана.

## Физико-химические свойства
Бесцветный токсичный газ, плохо растворимый в воде, хорошо растворимый в органических растворителях. 
По токсичности в 10 раз сильнее фосгена и вдыхание его даже небольшого количества может оказаться смертельным.

## Применение
Для получения фторопластов.